# Siarhei Mihalok

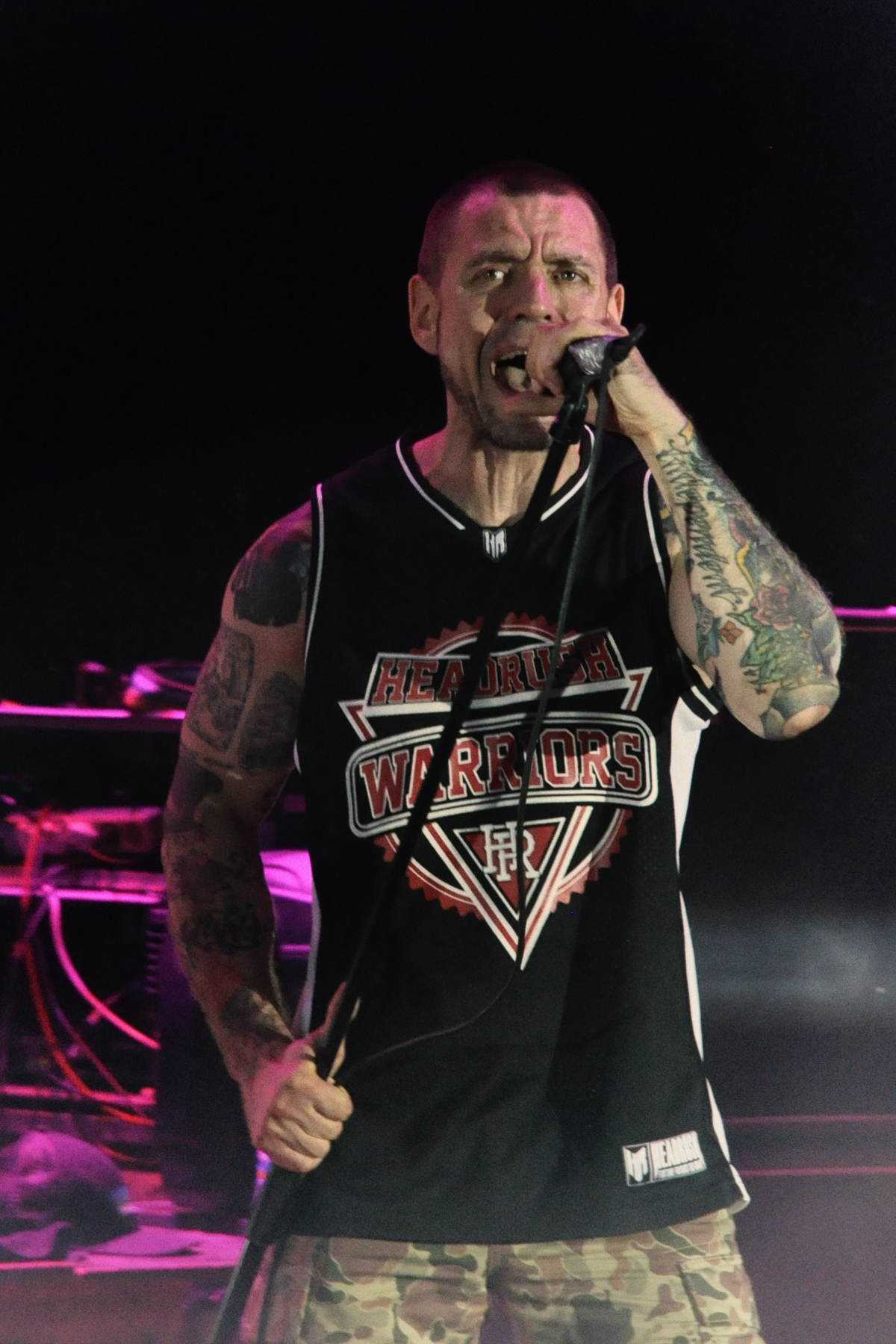
Siarhei Mihalok pe 25 august 2014 la Cernigov

Siarhei Mihalok (în belarusă Сяргей Міхалок, în rusă Сергей Михалок, Serghei Mihalok; n. 19 ianuarie 1972, Dresden) este un muzician rock și actor bielorus. El a fost liderul proeminentei formații rock Leapis Trubețkoi, care s-a desființat la sfârșitul verii lui 2014. În prezent conduce formația Brutto⁠(en)[traduceți].
Născut în familia unui militar sovietic din Dresda, Germania de Est, Siarhei a crescut în Siberia, în ținutul Altai. La sfârșitul anilor 1980 familia lui s-a reîntors în Minsk.
La vârsta de 18 ani, a suferit o moarte clinică din cauza unei supradoze de droguri (metcatinonă). Ulterior, despre posibila sa moarte dar și despre copilăria și tinerețea sa petrecută în Siberia și Orientul Îndepărtat Rus, Mihalok a cântat în piesa „Железный” (De fier) de pe albumul Рабкор (Rabcore) al trupei Leapis Trubețkoi.
În unele piese ale trupei Leapis Trubețkoi, dar și în interviuri (individuale), Siarhei a exprimat anumite viziuni și atitudini politice. În special a fost vizat și criticat președintele Belarusului, Aleksandr Lukașenko. Astfel, în 2011, trupa Leapis Trubețkoi a fost inclusă în „lista neagră” în Belarus. În același an, Mihalok a primit citație de a se prezenta la procuratura din Minsk pentru „a i se verifica afirmațiile sale referitoare la conducerea țării (n.n.: a Belarusului)”. Pe 8 septembrie 2013 Siarhei Mihalok și-a exprimat public, la Moscova, susținerea pentru liderul opoziției ruse Aleksei Navalnîi. Pe 24 ianuarie 2015, Siarhei Mihalok (și producătorul său, Anton Azizbekean) s-a adresat către autoritățile Ucrainei cu cererea de a primi permis de ședere permanentă pe teritoriul Ucrainei.
Împreună cu Leapis Trubețkoi, Mihalok a cântat la Euromaidan, în susținerea lui, iar piesa scrisă de Mihalok în 2014, «Воины Света» (Voinî Sveta; „Luptătorii părții luminoase/binelui”) a devenit imnul neoficial al Euromaidanului.
Siarhei este absolvent al Academiei de Stat de Arte din Belarus.
A fost căsătorit de două ori: prima oară cu Alesea Berulava, solista formației rock «Mantana» (1999—2003) și a formației synthpop «Merry Poppins» (2004—2008), cu care are un fiu pe nume Pavel (n. 1995); a doua oară – cu Svetlana Zelenkovskaia, cu care are un fiu pe nume Makar (n. 2013).

## Galerie

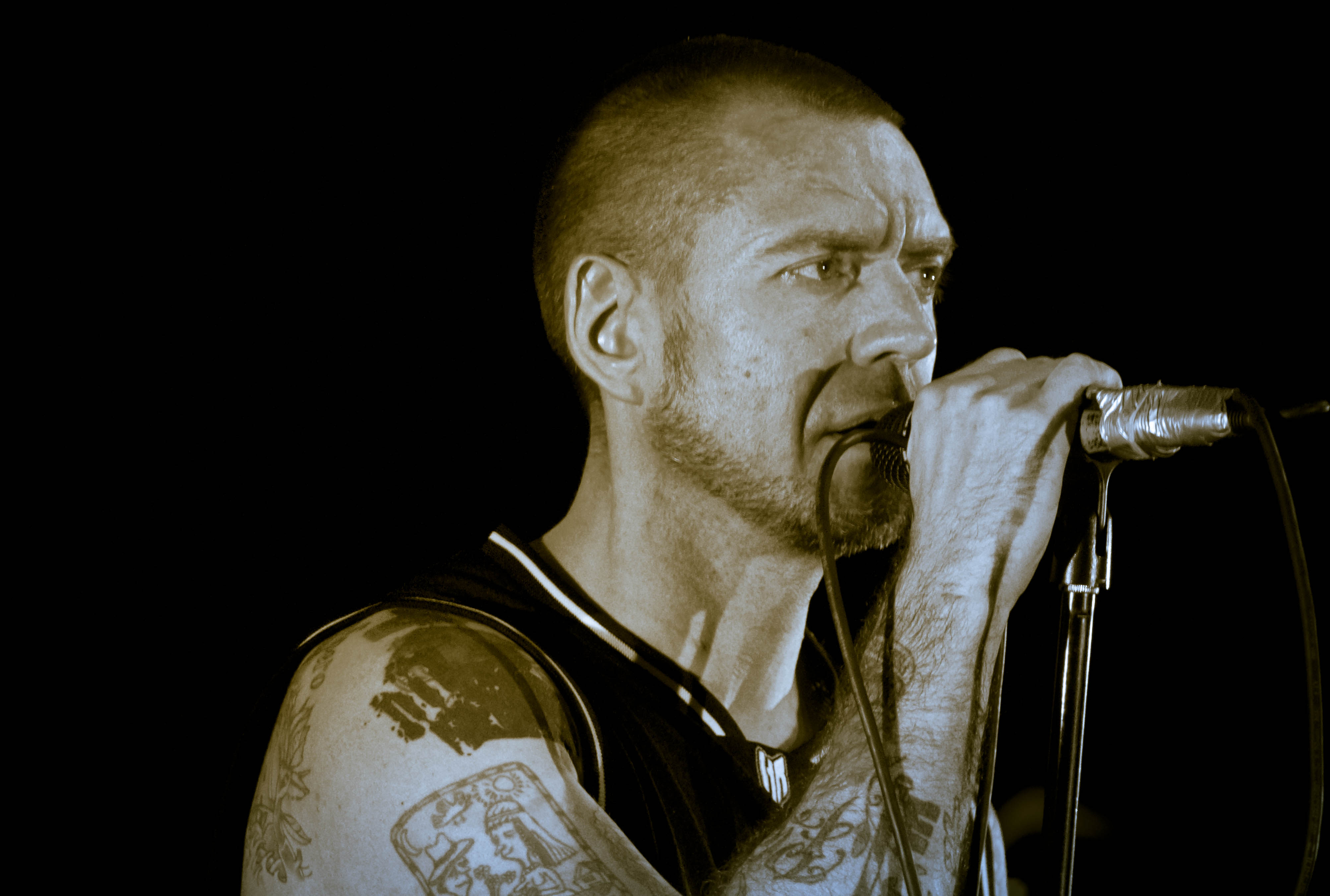
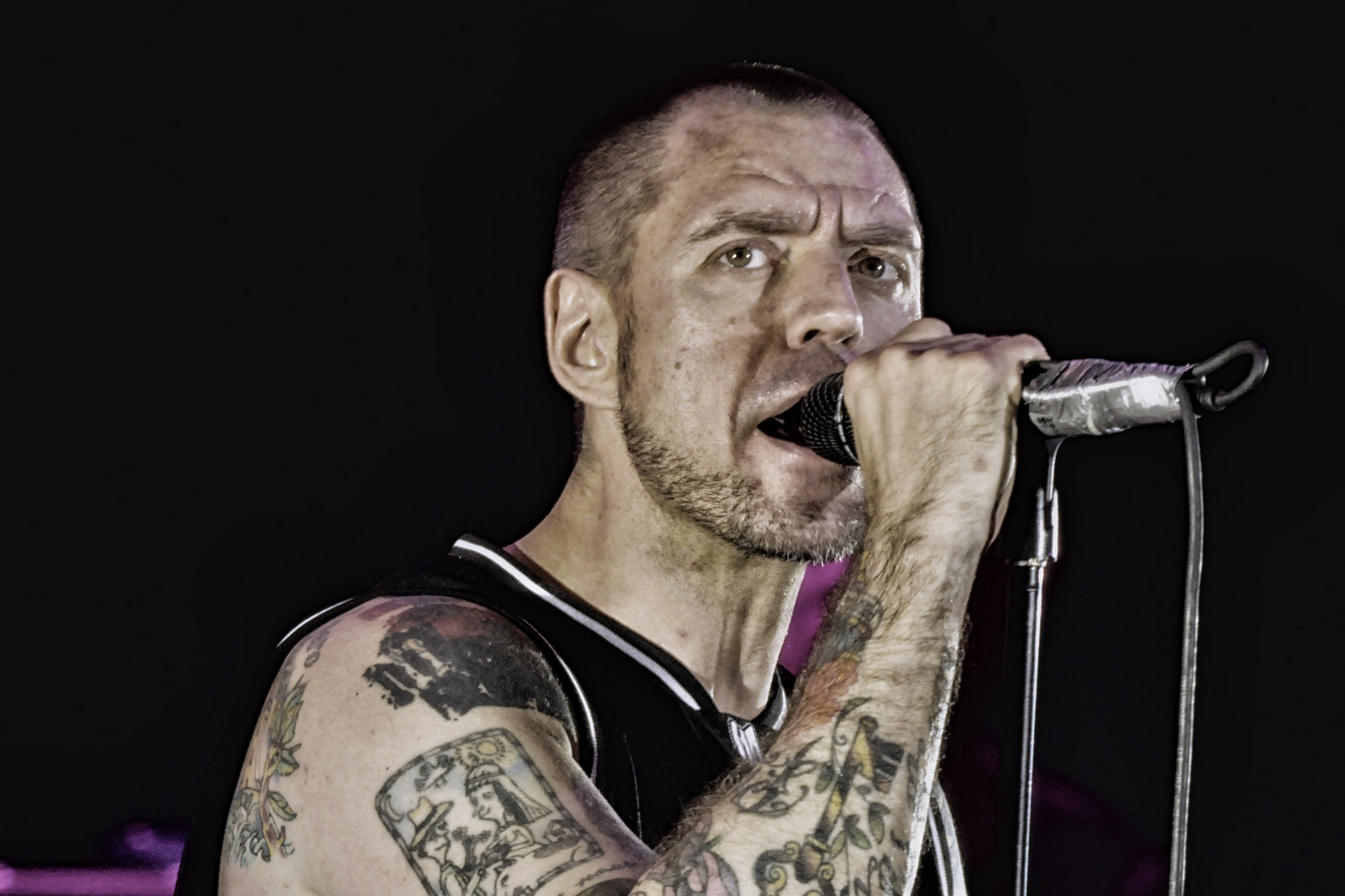
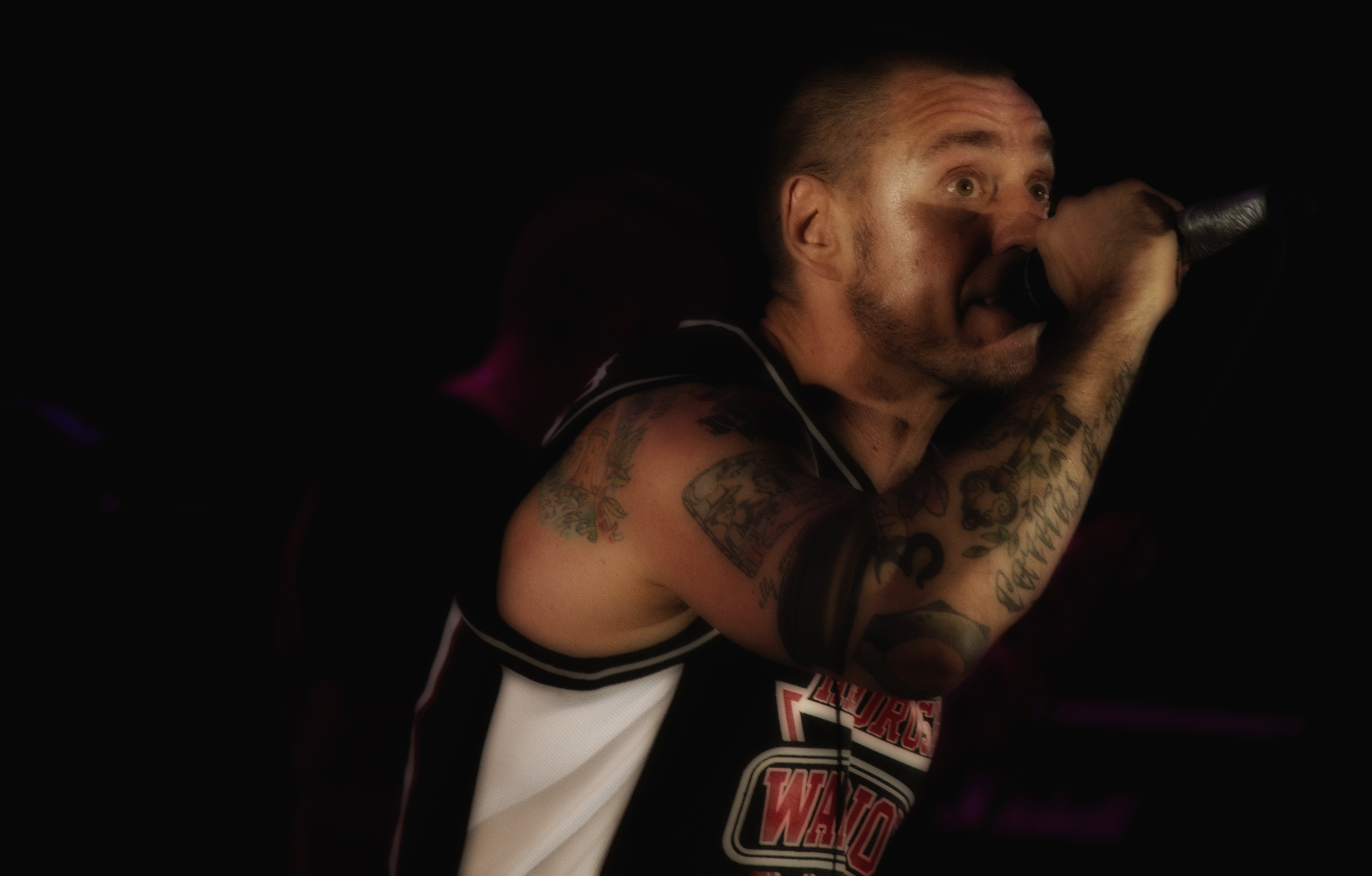

## Literatură
- Д.П. (2008). „МІХАЛОК СЯРГЕЙ (Михалок Сергей, Mihalok Siarhey)”. Энцыклапедыя беларускай папулярнай музыкі (ed. 2000 экз). Мінск: Зміцер Колас. уклад. Дз. Падбярэзскі і інш. pp. 185–186. ISBN 978-985-6783-42-8.